# Malhação de Verão
Malhação de Verão é uma série de televisão brasileira produzida e exibida pela TV Globo de 4 de março a 5 de abril de 1996 em 25 episódios. Foi um spin-off – uma obra derivada – da primeira temporada do seriado Malhação, servindo de introdutório para personagens da segunda temporada. Foi escrita por Emanuel Jacobina, com a colaboração de Maria Helena Nascimento, Patrícia Moretzsohn, Ronaldo Santos e Vinícius Vianna, supervisão de Ana Maria Moretzsohn, direção de Carlos Magalhães e Leandro Neri e direção geral de Carlos Magalhães. As cenas foram gravadas no Hotel Fazenda Saint Moritz, em Teresópolis.
Conta com Cláudio Heinrich, Fernanda Rodrigues, Suzana Werner, Carolina Dieckmmann, André Marques, Thiago Fragoso, Nívea Stelmann e Ana Paula Tabalipa nos papéis principais.

## Enredo
A turma da Academia Malhação decide passar as férias no Rancho da Maromba, da perua Dóris (Bianca Byington), onde trabalham o chef de cozinha Leon (Antônio Calloni), a administradora Jasmim (Renata Fronzi) e seu filho, Hugo (Marcos Frota), coordenador de atividades. A irmã de Hugo, Mariana (Suzana Werner) logo faz amizade com Luiza (Fernanda Rodrigues) e Juli (Carolina Dieckmmann), que estão sem paciência para as brincadeiras dos rapazes.
No local eles precisam lidar com o milionário arrogante Carlos Alfredo (Thiago Fragoso) e o assédio do instrutor esportivo Pavão (Oscar Magrini) nas meninas e a lenda de um misterioso monstro da floresta.

## Elenco
| Ator                | Personagem                            |
| ------------------- | ------------------------------------- |
| Ademir Zanyor       | Israel da Conceição                   |
| Ana Paula Tabalipa  | Tainá Rebouças Pinheiro               |
| André Marques       | Alexandre Ferreira (Mocotó)           |
| Bruno de Luca       | Fábio Gonzalez Filho (Fabinho)        |
| Carolina Dieckmmann | Juliana Siqueira (Juli)               |
| Cláudio Heinrich    | Eduardo Kleber Siqueira Júnior (Dado) |
| Eduardo Caldas      | Lucas Figueira Bragança               |
| Fabiano Miranda     | Bróduei Washington do Nascimento      |
| Fernanda Rodrigues  | Luiza Pratta Gonzalez                 |
| Pablo Uranga        | Leonardo Pinheiro (Leo)               |
| Patrick de Oliveira | Sílvio Motta (Silvinho)               |
| Bianca Byington     | Dóris Simões de Andrade               |
| Antônio Calloni     | Leon                                  |
| Renata Fronzi       | Jasmim Silveira                       |
| Suzana Werner       | Mariana Silveira                      |
| Thiago Fragoso      | Carlos Alfredo (Ciei)                 |
| Nívea Stelmann      | Luana                                 |
| Marcos Frota        | Hugo Silveira                         |

### Participações especiais
| Ator                | Personagem                                  |
| ------------------- | ------------------------------------------- |
| Alexandre Picarelli | rapaz da turma                              |
| Ana Paula Guimarães | Nani (Joana, monitora do Rancho da Maromba) |
| Beta Madruga        | Bia (Sinusite)                              |
| Bianca Rothier      | Andréa                                      |
| Caique Loyola       | Jorge                                       |
| Carmem Caroline     | Leninha                                     |
| Carlos Gregório     | Antenor Motta                               |
| Carlos Magalhães    | fotografo                                   |
| Cristiane Horta     | Alice                                       |
| Dandara Guerra      | Clara                                       |
| Daniela Pessoa      | Magali de Assis Albuquerque                 |
| Danton Mello        | Héricles Barreto                            |
| Dill Costa          | Maria Candelária Felipe Santiago            |
| Fabiano Nogueira    | Pedrão                                      |
| Fred Mayrink        | Farinha                                     |
| Gílson Moura        | Dr. Galhardo / Monstro da Quentinha         |
| Gutto Bittencourt   | Juninho                                     |
| Maria Rosa          | Marisa Motta                                |
| Mariana Leoni       | Tuca                                        |
| Oscar Magrini       | Eduardo Pavão (Pavão)                       |
| Renata Ghelli       | Ruth                                        |
| Rodrigo Drippe      | Pedro                                       |
| Viviane Novaes      | Lúcia                                       |

## Exibição
Foi reexibida na íntegra no Viva de 31 de maio a 2 de julho de 2021, substituindo a 1.ª temporada e sendo substituída pela 2.ª temporada, às 15h45, com reprise às 02h00 e às 11h45 do dia seguinte e maratona da semana aos sábados às 10h.

### Outras mídias
Em 22 de setembro de 2021, foi disponibilizada na íntegra pelo Globoplay, como parte do Projeto Resgate.